# Aplysina pergamentacea
Aplysina pergamentacea är en svampdjursart som beskrevs av George John Hechtel 1983. Aplysina pergamentacea ingår i släktet Aplysina och familjen Aplysinidae.
Artens utbredningsområde är havet utanför Brasilien. Inga underarter finns listade i Catalogue of Life.